# (5062) Glennmiller
(5062) Glennmiller est un astéroïde de la ceinture principale.

## Description
(5062) Glennmiller est un astéroïde de la ceinture principale. Il fut découvert le 6 février 1989 à l'observatoire Palomar par Eleanor Francis Helin. Il présente une orbite caractérisée par un demi-grand axe de 2,26 UA, une excentricité de 0,17 et une inclinaison de 3,3° par rapport à l'écliptique.

## Nom
Cet astéroïde a été nommé en l'honneur du tromboniste de jazz, chef d'orchestre, compositeur et arrangeur américain Glenn Miller (1904-1944), dont le nom est toujours associé aux airs de jazz « Moonlight Serenade » et « In the Mood ».

## Compléments